# Alveolite (pneumologia)
In pneumologia, l'alveolite è un accumulo che può essere acuto o cronico, di polimorfonucleati infiammatori  e di macrofagi immunoeffettori avvenuti negli alveoli polmonari.
La persona a rischio deve essere allontanata dal luogo contaminato.
Tale accumulo, per la sua natura nociva, predispone alla patologia detta cuore polmonare cronico.
Nella forma più grave, quando le condizioni diventano croniche, per la continua esposizione a polveri nocive, si ha l'alveolite allergica.